# Trabiju
Trabiju este un oraș în São Paulo (SP), Brazilia.